# Ampulex purpurea
Ampulex purpurea är en  stekelart som först beskrevs av John Obadiah Westwood 1844.  Ampulex purpurea ingår i släktet Ampulex och familjen Ampulicidae. Inga underarter finns listade i Catalogue of Life.